# Ravna gora (planina u Slavoniji)
Ravna gora je planina u Slavoniji, između planina Psunja i Papuka, sjeveroistočno od grada Pakraca i jugoistočno od grada Daruvara. Najviši vrh je Čučevo s visinom od 854 m n/m.
Sjeverno od planne teče rijeka Pakra, a istočno Orljava.
Ravnu goru zemljopisci najčešće svrstavaju u gorski sustav planine Papuk. U njen zapadni dio širok oko 20 km koji čine tri paralelna grebena: Lisina (Crni vrh 863 m n/m), Ljutoč (716 m n/m) i Ravna gora.